# Ligia miyakensis
Ligia miyakensis är en kräftdjursart som beskrevs av Nunomura 1999. Ligia miyakensis ingår i släktet Ligia och familjen gisselgråsuggor. Inga underarter finns listade i Catalogue of Life.